# Will McDonald (actor australiano)
Will McDonald (Sídney, 21 de septiembre de 1999) es un actor australiano, conocido por haber interpretado a Jett James en la serie Home and Away.

## Biografía
Tiene un hermano mayor llamado, James McDonald.

## Carrera
El 7 de mayo de 2012 obtuvo su primer papel importante en la televisión cuando se unió al elenco principal de la popular serie australiana Home and Away, donde interpretó a Jett James hasta el 1 de julio de 2015, cuando su personaje decidió unirse al ejército.
Will obtuvo el papel una semana después de haber audicionado para el papel de Jett se enteró de que lo había obtenido. El 19 de noviembre de 2015 Will regresó como invitado a la serie y se fue poco después, nuevamente como invitado el 22 de mayo de 2017 y su última aparición fue el 19 de junio del mismo año. Will regresó a la serie en marzo del 2019 y se fue nuevamente el 30 de mayo del mismo año.

## Filmografía

### Series de televisión
| Año                     | Serie          | Personaje   | Notas         |
| ----------------------- | -------------- | ----------- | ------------- |
| 2012 - 2015, 2017, 2019 | Home and Away  | Jett James  | 343 episodios |
| 2022-2024               | Hertbreak High | Cash "Ca$h" | 16 episodios  |

## Premios y nominaciones
| Año  | Categoría                    | Premio      | Serie         | Resultado |
| ---- | ---------------------------- | ----------- | ------------- | --------- |
| 2013 | Most Popular New Male Talent | Logie Award | Home and Away | Nominado  |